# 한국외식산업연구소
한국외식산업연구소(Korea Foodservice Institude)는 농식품 외식산업 및 지역 전통(향토) 음식문화와 관광 등 생산에서 판매서비스까지 연계한 외식산업의 융복합화 연구를 목적으로 2012년 5월 26일 설립·허가된 대한민국 농림수산식품부 소관의 사단법인이다. 사무실은 경기도 수원시 영통구 대학4로 17 에이스광교타워에 있다.

## 연혁
- 1993년: 설립, 학문연구
- 1997년: 조사, 연구, 컨설팅, 해외연수 사업 실시
- 2000년: 교육사업 실시
- 2002년: 중소기업진흥공단과 교육사업 제휴
- 2003년: (주)외식산업연구소 법인 설립
- 2003년: 한국산업인력공단 재직자 교육훈련사업 제휴
- 2005년: 정부기관 및 지자체 학술연구용역 사업 실시
- 2008년: 프랜차이즈가맹본부 마케팅 대행(제휴) 개시
- 2012년: 농림수산식품부 소관 사단법인 허가

## 주요 사업
- 농식품외식산업 교육사업
- 농식품외식산업 학술 연구, 조사 분석, 기획, 박람회 및 세미나, 컨설팅 사업
- 농식품외식산업과 관련된 사회적 목적사업
- 우리농산물의 생산에서 판매서비스까지 연계한 음식문화 연구사업